# 철도 팬 (잡지)
철도 팬(일본어: 鉄道ファン, JAPAN RAILFAN MAGAZINE)은 나고야시 치쿠사구에 위치한 교우사(交友社)가 발행하는 월간 철도 취미 잡지. 일본의 철도 취미지 중 발행 부수는 가장 많다. 편집은 도쿄 지점에서 실시하고 있다. 편집장은 나카야마 고로(2007년 4월). 전 편집장인 미야타 히로유키(宮田寛之)는 명예 편집장이 되었다.
<철도 픽토리얼>에 이어 철도 취미 잡지로서 1961년에 창간되었다. 당초에는 철도 친우회가 편집에 종사하는 형태로, 철도 친우회의 선전이나 지부 활동 보고가 게재되었다. 간행 수년 후에, 철도 친우회의 선전용으로 1페이지를 할애할 것을 조건으로 교우사가 자사에서 편집을 실시하게 되었다.

## 지면
사이즈는 B5변형판(가로폭이 다소 넓다. 이것은 <철도 저널>도 마찬가지다), 철도 잡지 중에서는 페이지수가 제일 많으며, 3월·6월·9월·11월 호의 경우 정가 1,100엔(1월·2월·7월·8월·12월 호는, 특별 정가 1,200엔)으로 다른 잡지에 비해 고가이다.
매호 특집을 구성하며, '연결선 미스터리(일본어: 短絡線ミステリー)' 등 시리즈화 된 것도 있다. 또, 매년 7월호는 'JR차량 파일'로서 전년의 JR 차량의 이동과 차량 배치표가 게재된다. 특집이 다루는 범위는 넓지만, 광적인 정도는 아니다(내용이 얕다는 비판도 일부 있다). 특집 부분은 1990년대 이후에는 풀 컬러로 되어 있다. 사진은 프로 카메라맨 외에, 팬으로부터의 투고 사진도 사용된다.
그 외의 기사에서는, 신차량에 관한 자세한 기술과 형식 사진, 세부 사진으로 구성된 <신차 가이드>가 중심이 되어 있지만(버블기에는 신차 가이드만으로 특집이 짜여졌던 적이 있다), 게재상의 문제 등이 있어 최근에는 이전처럼은 힘을 쏟지 않는 경향이 있다는 평가가 있다.

## 같이 보기
- 타네무라 나오키
- 여행과 철도
- 철도 다이어그램 정보
- 철도 저널
- 철도 픽토리얼
- 레일 매거진